# 中華人民共和国の超高層建築物
中華人民共和国の超高層建築物（ちゅうかじんみんきょうわこくのちょうこうそうけんちくぶつ）では、中華人民共和国（中国）にある超高層ビルについて説明する。超高層ビル一般については、超高層建築物を参照。

## 概要
中国では、1978年に始まる中国共産党の鄧小平が指揮する改革開放路線により1980年に経済特区が深圳、珠海、汕頭、廈門（後に海南省）に設定された。その後1984年に経済技術開発区が臨海部の14都市に設定され、この動きに上海や広州などの大都市が加わると外国資本の流入から諸都市の著しい発展を見る。そして、中国経済の発展により、天津、重慶、長春、青島、大連、成都市、武漢、瀋陽、廈門といった都市でも多く超高層ビルが建設され、高さ400m超えのスーパートールも複数出現している。また、香港では、イギリス統治期の1970年代から多数の超高層ビルが建てられていた。ポルトガルから返還されたマカオでも超高層ビルの建設が進んでいる。
一方、中国政府は無秩序な超高層建築物の建設ラッシュに否定的であり、2021年には高さ500メートル以上の超高層建築物の建設が一律禁止。さらに2022年には改めて高さ500メートルを超えるビルの新規建設を禁止、250メートルを超えるビルの新規建設を地域によって制限する通達を出している。今後は競い合うように建てられてきた超高層建築物の建設にブレーキがかかる見込み。

## 各都市の超高層建築物

### 香港
香港の超高層建築物を参照。

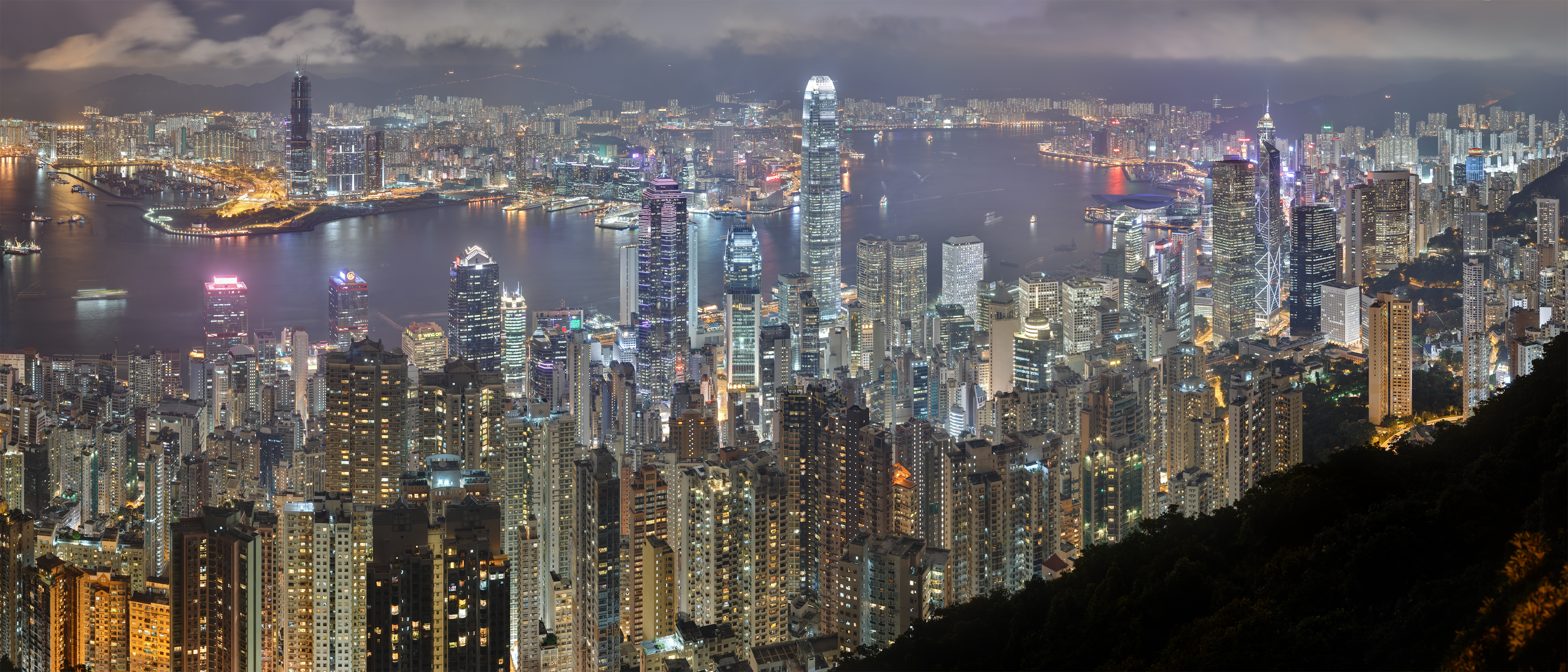
香港島北部と九龍地区の夜景

香港の特に香港島北部に位置する中心街は、地勢が山がちで平地が少ないこともあり、無数の超高層ビルが短期間の内に建設された。1970年代から1980年代、工業主体から転換し金融及び貿易都市として急激に発展していた香港では、大量のオフィスや住宅需要を賄うため、中心部のみならず九龍（Kowloon）地区や新界（New Terittories）、ランタオ島などの郊外にも大量に超高層のオフィスや住宅が建てられた。香港は結果的にアメリカ合衆国、ニューヨーク市のマンハッタン地区を凌ぐ、世界でも最も超高層建築の集積率が高い都市へと成長している。
1990年、香港島の金鐘（Admiralty）地区にイオ・ミン・ペイ（I.M.Pei：貝聿銘）設計の中国銀行タワー（367.4m）が完成し、これはアジアで初めて300mを超える超高層ビルとなった。続いて、1992年に灣仔（Wan Chai）地区に中国銀行タワーの高さを超える、デニス・ラウとン・チュンマン（Dennis Lau & Ng Chunman：劉榮廣&伍振民）設計のセントラルプラザ（374m）が完成する。この他にも1998年完成のザ・センター（346m）や、2006年完成のニーナタワー（318.8m）など、300m超の超高層ビルが多く建設された。
中国銀行タワーと並び、1985年に完成したノーマン・フォスター設計の香港上海銀行・香港本店ビル（178.8m）や、1988年に完成したポール・ルドルフ（w:Paul Rudolph）設計のリッポーセンター（186m）などの著名な建築も存在する。
香港は1997年7月1日にイギリス領『香港』から、中華人民共和国の『香港特別行政区』へと移行した。現在では、イギリスなど旧来の関係諸国と共に中華人民共和国本土とも経済的な繋がりを一層強めている。昨今の近隣アジア諸国や中華人民共和国の活況を受けて、市街ではなおも超高層ビルが建設され続け、再開発事業も活発となっている。
2003年、香港で最も高い国際金融中心・第二期（415.8m）が完成し、2010年には、さらに高い環球貿易廣場（484.0m）が竣工した。

### マカオ
マカオの超高層建築物を参照。

### 上海
上海の超高層建築物を参照。

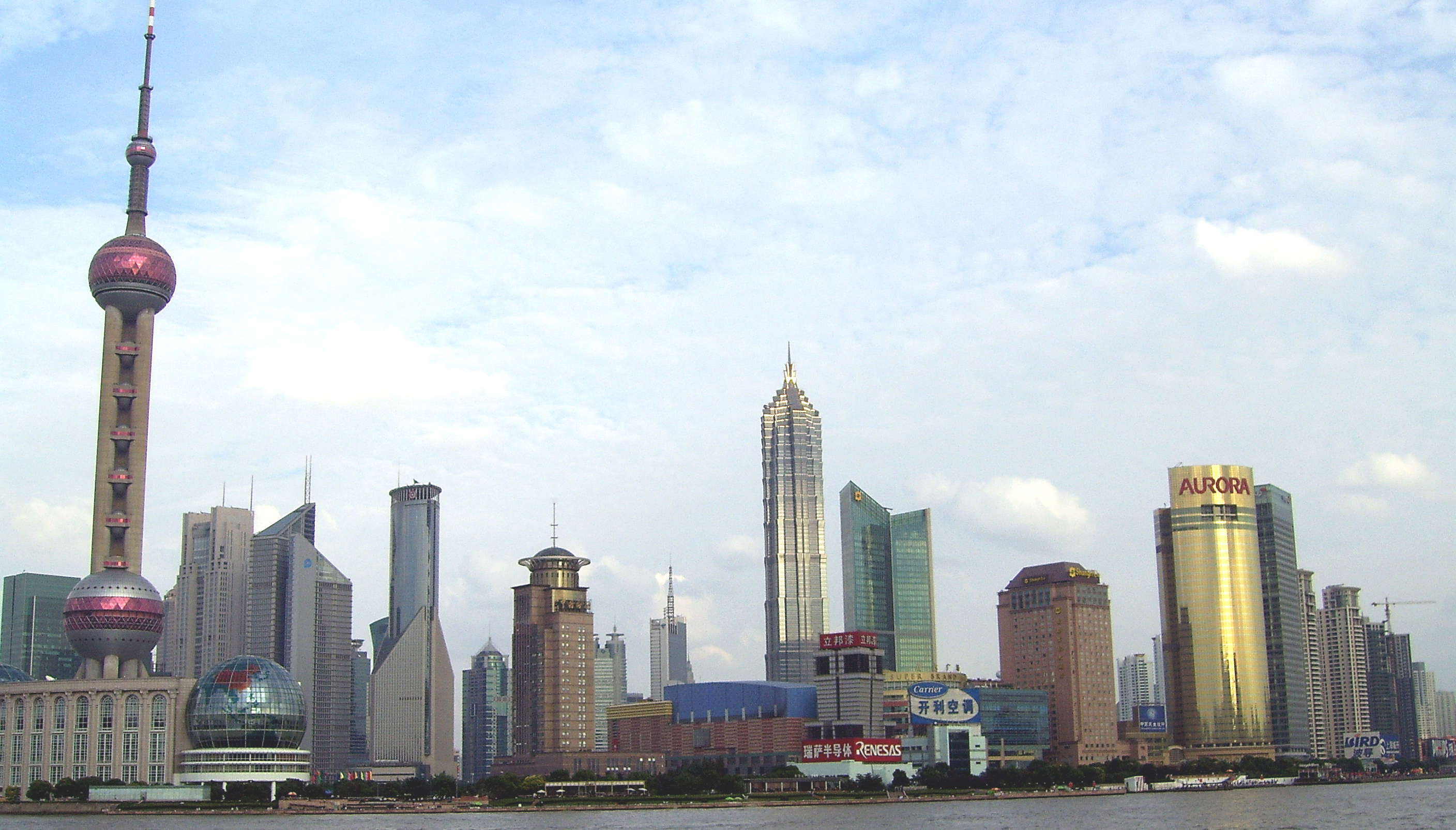
上海の浦東新区・陸家嘴

上海は中国の経済を牽引する最前線の都市であり、1990年代前半から現在に至るまで急速に超高層ビルの数を増やしている。
上海の超高層ビル群は大きく分けて二つに分類される。黄浦江を東西に分け浦東地区と浦西地区に分かれ、特に浦東は浦東新区の陸家嘴（Lu Jia Zui）地区、浦西は旧市街の黄浦（Huangpu）区や長寧区にある虹橋経済開発区などに多く集中している。
特に黄浦江に突き出る浦東新区の陸家嘴地区では、政府主導による開発で金融中心地の核となる上海証券取引所や超高層オフィスビル等の施設が数多く建設され、超高層ビルが林立するスカイラインを短期間の内に出現させた。これは同時に、諸外国に向けて国力誇示の為のショーウインドーとしての役割も果たし、1998年竣工でSOM設計のジンマオタワー（420.5m）はその最たるものである。また金茂大厦の隣地には、KPFの設計により中国国内で最も高い建物となる上海ワールド・フィナンシャル・センター（492m）が2008年8月30日にオープンした。
1910年代から1940年代にかけての上海では、かつて租界であった黄浦江沿いの外灘（The Bund）と呼ばれる地域に、1927年竣工の上海海関（90m）や1929年竣工の和平飯店（現：Peace Hotel、竣工時はキャセイホテル（Cathay Hotel）：77.1m）、1937年竣工の中国銀行ビル（69m）などのネオ・バロック様式や洋中折衷様式の高層建築が建設された。現在でも現存しており、ここからは黄浦江を対比して新旧の高層建築を垣間見る事が出来る。
浦東地区にある上海HSBCタワー（203.4m）や浦西地区のニューワールドセンター（278.3m）など、外資による建物の建築も多く行われている。

### 北京
北京の超高層建築物を参照。

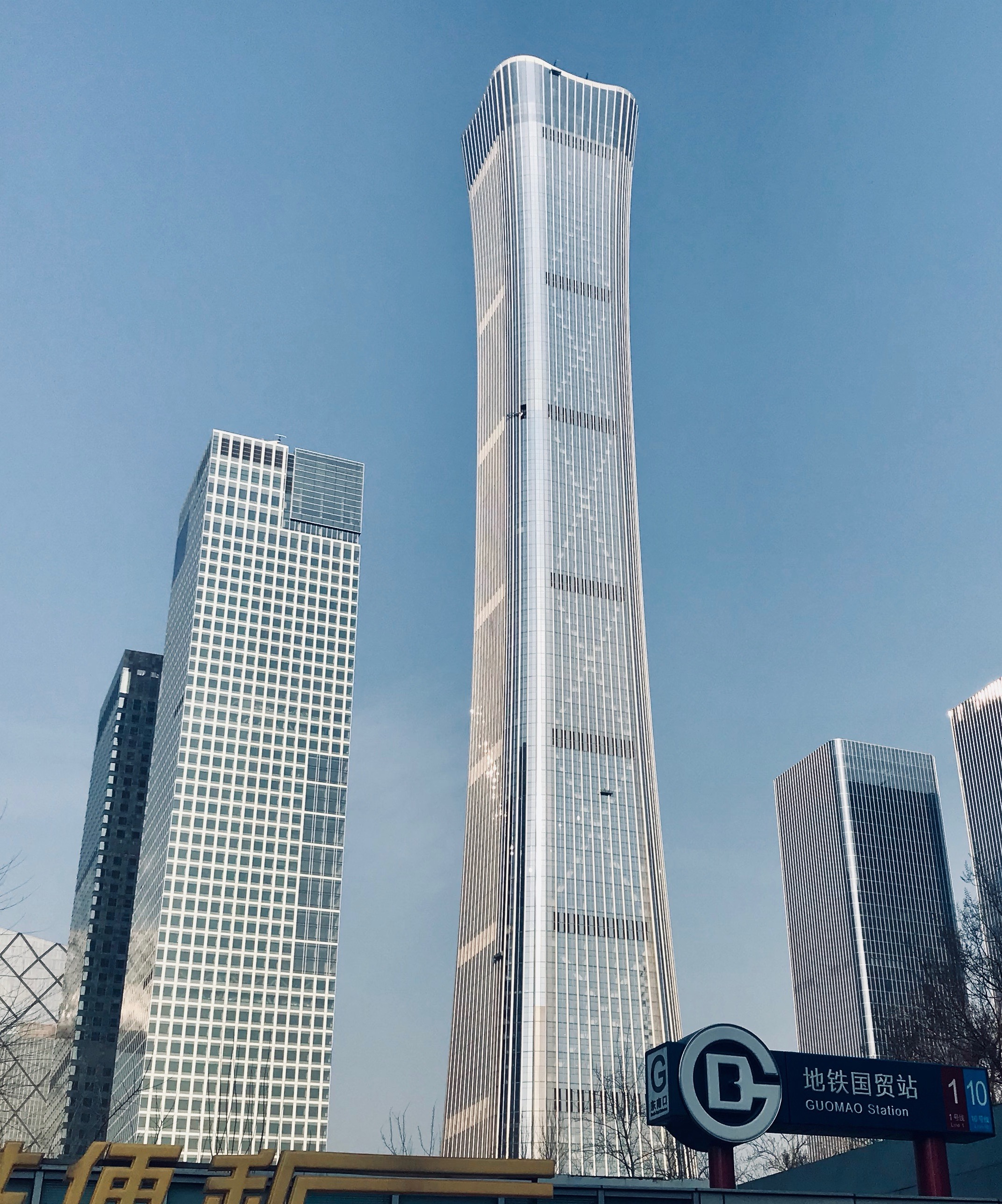
中国尊

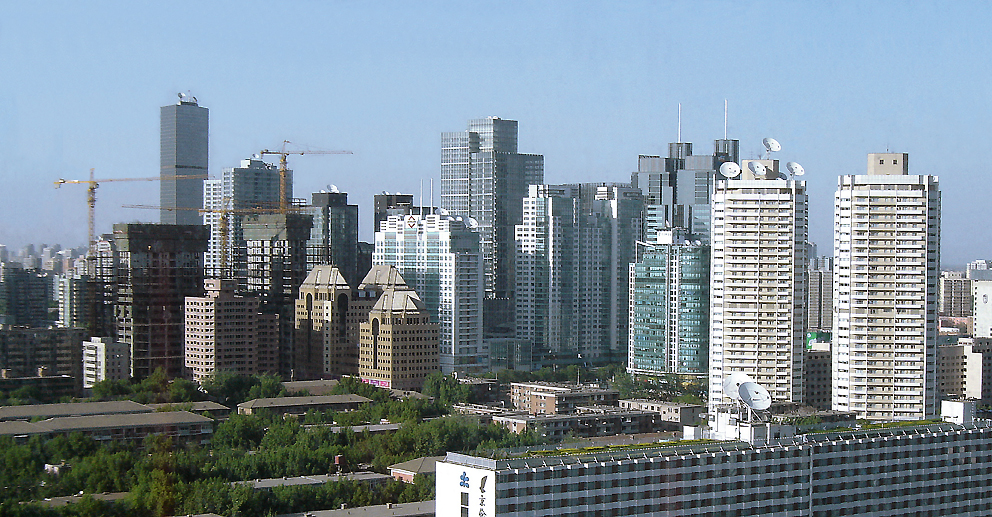
北京CBD地区

首都の北京では2008年に開催された北京オリンピックとも相俟って、数多くの再開発事業において超高層ビルが建設されている。2018年、北京で最も高いビルとなる中国尊（527.7m）が竣工した。超高層ビルの中には斬新な意匠を伴うものも多く、OMAのレム・コールハース設計の新中国中央電視台本社ビル（234m）や中国国際貿易センター第三期（330m）などはその代表格である。
しかし歴史的な街でもある北京の再開発においては、超高層ビル建設が朝廷時代の四合院と言う歴史的な宮廷官僚の住居を取り壊して行われている事も多く、これらの遺構（文化的な遺産）を排斥して超高層ビルを乱造する事が後世どの様に影響してくるのかといった、考古学的かつ都市工学的な懸念にも繋がっている。

### 広州
広州の超高層建築物を参照。

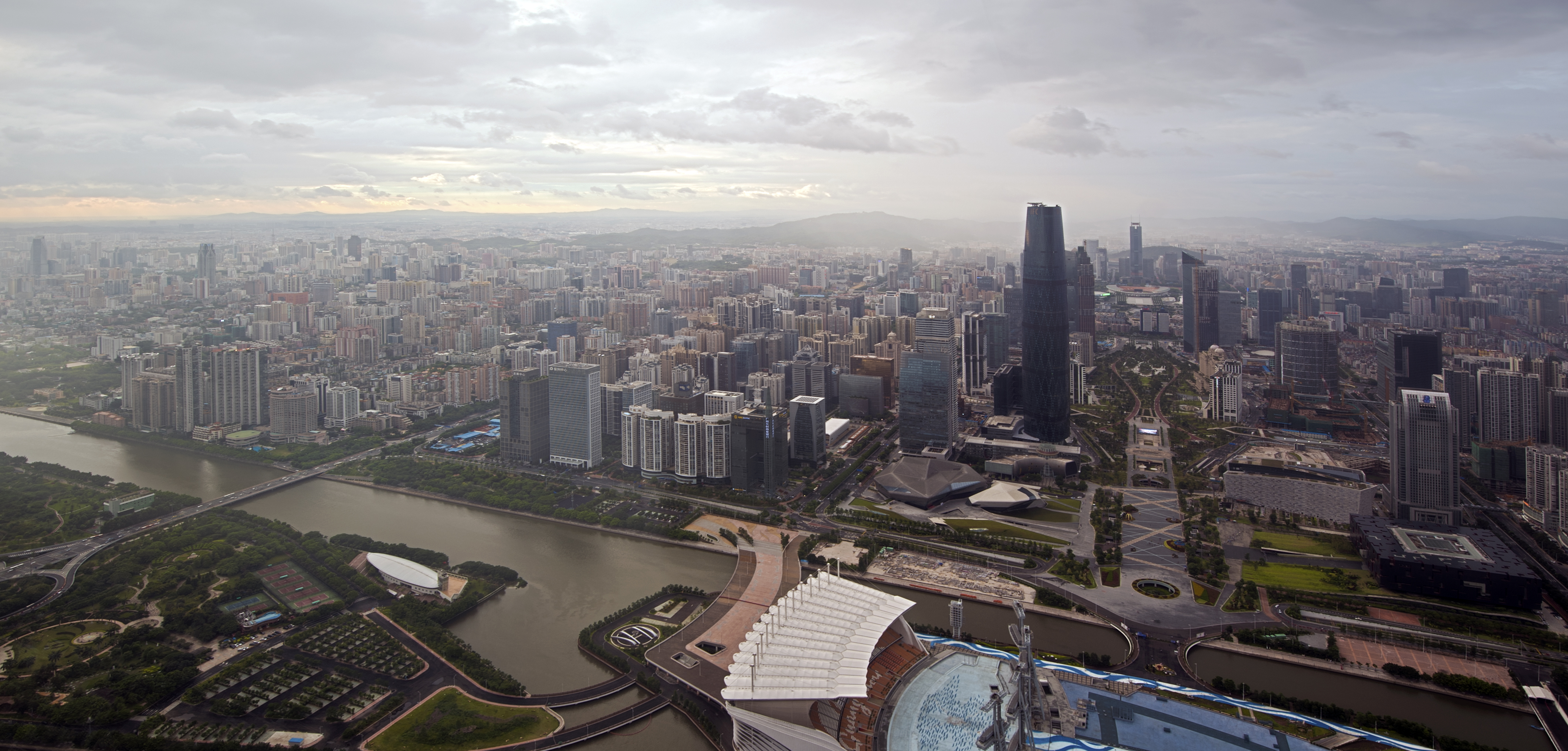
広州

広州は古くからの交易都市であり、第二次世界大戦以前に珠江（Pearl Rever）沿いの欧米諸国が敷いた租界跡の地区には古いネオ・バロック式の建築が窺える。この中でも、1937年竣工の愛群大酒店（64m）はこの時代に建てられた最も大きく壮麗な建物である。現在広東省の省都でもある広州では、市内に多くの超高層ビルが建設されている。特に市街東部の、香港と広州とを往来する九廣鐵路（KCR）が発着している広州東駅前は再開発され、新都心として計画された。2016年には広州最高層のCTF金融センター（530m）が建設された。

### 深圳
深圳の超高層建築物を参照。
1980年の改革開放により資本主義地域である香港に隣接する広東省深圳は、中央政府から直轄の経済特区に指定された。外国資本の導入による投資や香港からの製造業の移転などによって、それまで漁村であった地が、わずか十数年の内に摩天楼を携える都市に変貌した。2011年には京基100が、2016年には高さ599mの平安国際金融中心が完成している。

### 天津
天津の超高層建築物を参照。

### 武漢
武漢の超高層建築物を参照。

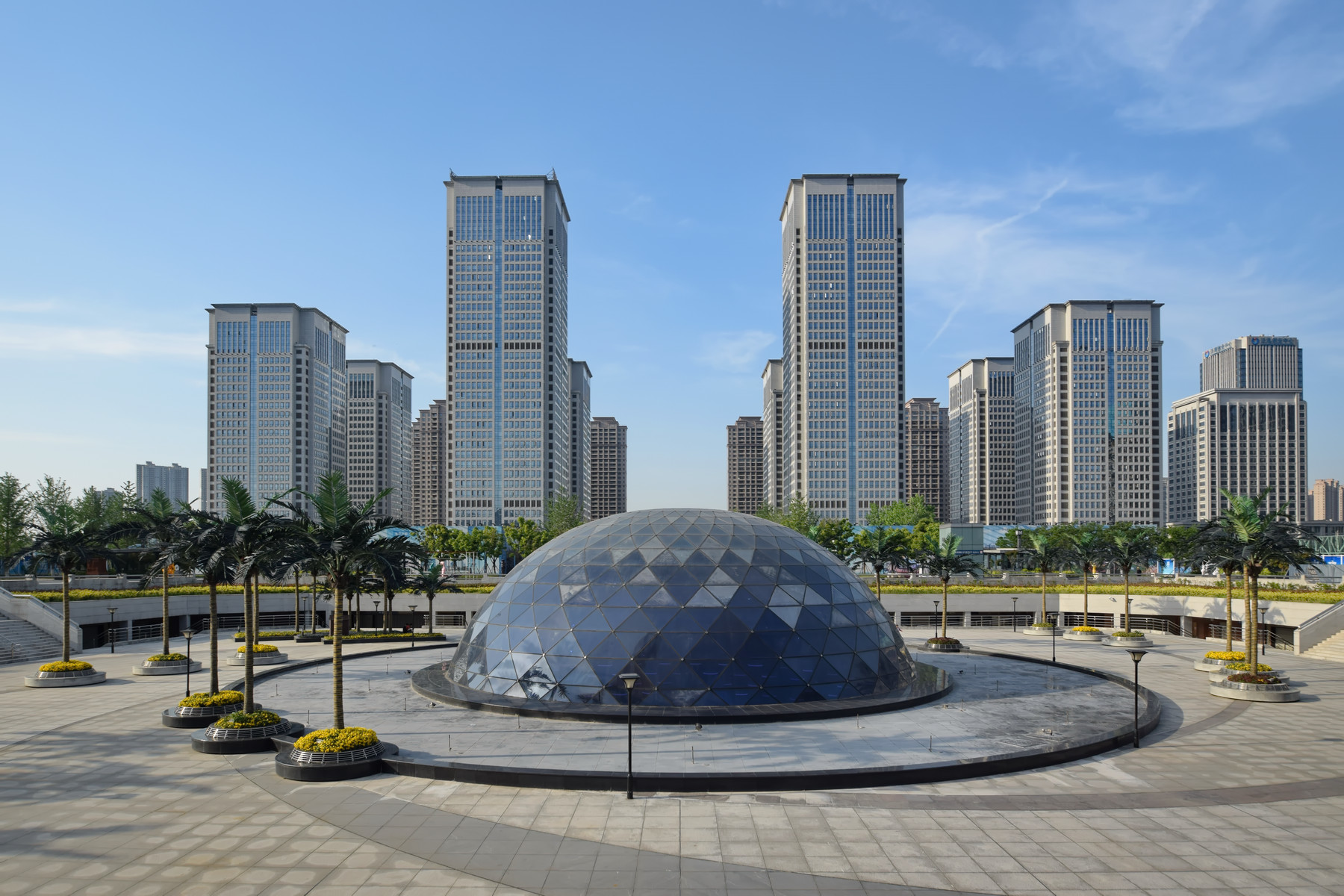
武漢

武漢市は中国中部地方及び長江中流域唯一のメガシティで、湖北省の省都および華中地方唯一の副省級市でもある。全市が揚子江とその最大の支流である漢江に三分され、複数の商圏を有している。武漢の超高層ビルが揚子江北岸にある漢口地区及び南岸にある武昌地区の商圏や業務地区に多く集中している。清朝末期の1861年から第二次世界大戦中の1943年まで、漢口市に列強各国の租界が設けられた。各国の資本が進出しつつあるにつれて、漢口の揚子江沿いに江漢関ビル(1924年、高さ46.3m)など華洋折衷様式の高層建築が建設された。特に、1980年の改革開放以来、武漢は中西部における一大都市として国内外の投資を集め、超高層ビルも立ち並ぶようになっている。24階立ての晴川ホテル（高さ88.6m）が武漢初の超高層ビルである。2021年現在武漢で一番高い超高層ビルは武漢中心（高さ438m）であるが、2022年に武漢緑地中心（高さ475m）が完成すると順位が変動する予定である。

### 杭州
杭州の超高層建築物を参照。